# Dmytro Chomczenowski
Dmytro Hennadijowycz Chomczenowski, ukr. Дмитро Геннадійович Хомченовський (ur. 16 kwietnia 1990 we Wuhłedarze, w obwodzie donieckim, Ukraińska SRR) – ukraiński piłkarz, grający na pozycji pomocnika, reprezentant Ukrainy.

## Kariera piłkarska

### Kariera klubowa
Wychowanek klubu Olimpik Donieck, barwy którego bronił w juniorskich mistrzostwach Ukrainy (DJuFL). 25 lipca 2007 w wieku 17 lat rozpoczął karierę piłkarską w pierwszej drużynie Olimpika Donieck. Na początku 2010 został wypożyczony do Krywbasa Krzywy Róg, w składzie którego 7 sierpnia 2010 debiutował w Premier-lidze w meczu z Obołonią Kijów. Podczas przerwy zimowej sezonu 2010/11 kierownictwo Krywbasa nie potrafiło dogadać się z Olimpikiem w sprawie wykupienia transferu młodego graczy i w lutym 2011 roku Chomczenowski podpisał kontrakt z Zorią Ługańsk. 2 września 2015 opuścił ługański klub i dołączył do hiszpańskiego klubu SD Ponferradina. 29 czerwca 2016 podpisał kontrakt z Jagiellonią Białystok. 30 grudnia 2017 opuścił białostocki klub. 22 lutego 2018 został piłkarzem Urału Jekaterynburg. 19 czerwca 2018 wrócił do Zorii Ługańsk.

### Kariera reprezentacyjna
Od 2010 do 2012 występował w młodzieżowej reprezentacji Ukrainy. 14 sierpnia 2013 zadebiutował w narodowej reprezentacji Ukrainy w meczu z Izraelem.

## Osiągnięcia

### Klubowe
Jagiellonia Białystok
- Wicemistrzostwo Polski (1): 2016/17